# 1627 a tudományban
Az 1627. év a tudományban és a technikában.

## Felfedezések
- A holland Gulden Zeepaert fedélzetén François Thijssen kapitány körbehajózza Ausztrália déli partjait.
- a feketelőport február 8-án a világon először hazánkban használták a bányászatban "jövesztésre", azaz a kövek leválasztására, Weindl Gáspár meghonosodott tiroli bányamester révén , a selmecbányai Felsőbiber aknában.

## Születések
- január 25. – Robert Boyle, a modern kémia megalapítója († 1691)
- november 29. – John Ray természetbúvár († 1705)